# The Tattooed Arm (film 1913)
The Tattooed Arm è un cortometraggio muto del 1913 scritto, diretto e interpretato da Wallace Reid.

## Trama
Trama di Moving Picture World synopsis in (EN)  su IMDb

## Produzione
Il film fu prodotto dall'American Film Manufacturing Company.

## Distribuzione
Distribuito dalla Mutual Film, il film uscì nelle sale cinematografiche USA il 1º maggio 1913. Ne venne fatta una riedizione che fu distribuita il 9 marzo 1917.